# Dolánky (Dolany)
Dolánky, původně Geblov či Géblov (německy Göblersdorf), jsou osada obce Dolany v okrese Olomouc. Osada svou ulicovou zástavbou navazuje na zastavěné území Dolan. Nachází se asi 8,5 km severovýchodně od centra Olomouce. Dolánky byly do roku 1850 samostatnou obcí, poté byly připojeny jako osada k Dolanům.
I když osadou prochází silnice I/46, na tabulích na začátku a konci obce jsou zmíněny pouze Dolany. Severně od Dolánek prochází Dolanský potok, který se vlévá do Trusovického potoka. Nachází se zde kříž a zvonice, kromě toho také hostinec a čistírna odpadních vod.
| Rok            | 1869 | 1880 | 1890 | 1900 | 1910 | 1921 | 1930 |
| -------------- | ---- | ---- | ---- | ---- | ---- | ---- | ---- |
| Počet obyvatel | 205  | 176  | 180  | 175  | 204  | 161  | 164  |
| Počet domů     | 31   | 31   | 32   | 33   | 33   | 33   | 35   |